# Ħal-Millieri
Das verlassene Dorf Ħal-Millieri, auch Casal Millieri genannt, ist ein ehemaliger Siedlungsplatz in der maltesischen Gemeinde Żurrieq.

## Lage
Das heute (2019) unbewohnte Dorf liegt im Süden der Hauptinsel Malta zwischen Żurrieq, Qrendi, Mqabba und Kirkop.

## Geschichte
Die erste urkundliche Erwähnung eines Siedlungsplatzes an dieser Stelle datiert 1419. Aufgrund archäologischer Funde wird jedoch vermutet, dass die Siedlung in die römische Zeit oder noch früher zurückreicht. Die letzte Geburt wurde 1711 verzeichnet.

## Kapellen
Der erste Inquisitor Maltas Petrus Dusina fand 1575 bei einer Visitationsreise an dieser Stelle vier Kapellen vor: Die Verkündigungskapelle von Ħal-Millieri, die Kapelle des Evangelisten Johannes, eine heute in Ruinen liegende Kapelle des Erzengels Michael und eine ebenfalls nicht mehr bestehende weitere Kapelle, die Mariä Heimsuchung gewidmet war.